# Калаглія
Калаглія — село Овідіопольської селищної громади в Одеському районі Одеської області в Україні.

## Історія
Перша письмова згадка про нього зустрічається в скарзі ігумена Березунского монастиря Паїсія на козаків, датованій 1784 роком. Першими жителями села були селяни-кріпаки і козаки Чорноморського війська, серед яких був осавул Федір Бурнус.
Назву села місцеві жителі зробили від українських слів «коло глея». Глеем в той час називали деякі різновиди глин. У берегових обривах в районі села такі глини зустрічаються, і їх навіть здобували як будівельний матеріал. Не випадково в даний час поблизу села діє цегельний завод.
Глини, а так само численні виходи понтіческого вапняку в кінці 18 — початку 19 століття привели до досить інтенсивному будівництву на цій частині узбережжя Дністровського лиману.
При цьому часто під час будівництва розкривалися античні пласти з амфорами і іншими артефактами. Місцевість ця має дуже давню історію, тому і сьогодні на городах щороку знаходяться цікаві археологічні артефакти.
Станом на 1886 у селі, мешкало 2009 осіб, налічувалось 360 дворових господарств, існували православна церква та лавка. За 25½ версти — кордон. За 27 верст — кордон.
Під час організованого радянською владою Голодомору 1932—1933 років померло щонайменше 2/3 жителів села.
Колишній орган місцевого самоуправління — Калаглійська сільська рада.

## Політика

### Парламентські вибори, 2019
На позачергових парламентських виборах 2019 року у селі функціонувала окрема виборча дільниця № 510692, розташована у приміщенні школи.
Результати
- зареєстровано 1200 виборців, явка 41,58%, найбільше голосів віддано за «Слугу народу» — 59,23%, за «Опозиційну платформу — За життя» — 16,02%, за Всеукраїнське об'єднання «Батьківщина» — 5,27%.[3] В одномандатному окрузі найбільше голосів отримав Сергій Колебошин (Слуга народу) — 52,57%, за Василя Гуляєва (самовисування) — 16,63%, за Сергія Боба (Опозиційна платформа — За життя) — 8,01%[4].

## Економіка
Група виробників салатів «Калаглія». Вирощують 15 різних видів салатів. Салати з берегів Дністровського лиману користуються попитом як на ринках, так і у шеф-кухарів.

## Населення
За переписом населення України 2001 року в селі мешкали 1502 особи.

### Мова
Розподіл населення за рідною мовою за даними перепису 2001 року:
| Мова       | Відсоток |
| ---------- | -------- |
| українська | 88,84 %  |
| російська  | 9,70 %   |
| румунська  | 1,06 %   |
| болгарська | 0,20 %   |
| білоруська | 0,07 %   |
| вірменська | 0,07 %   |
| угорська   | 0,07 %   |